# Lucien Dior
Pour les articles homonymes, voir Dior.
Pour les autres membres de la famille, voir Famille Dior.
Lucien François Louis Dior est un industriel et homme politique français, né le 4 juillet 1867 à Granville et mort le 20 mai 1932 à Neuilly-sur-Seine.

## Biographie
Issu d'une vieille famille industrielle normande du Sud-Manche, Lucien Dior est le fils de Lucien Léon Dior dit Lucien Dior (1841-1909), il est directeur de l'usine familiale d'engrais chimiques, président de la Chambre de commerce de Granville et maire de Granville de 1890 à 1892.
Après des études au collège de Granville, puis au collège Stanislas de Paris, il entre à l'École polytechnique. À sa sortie, il complète ses études agricoles en entrant comme préparateur de chimie à l'Institut national agronomique puis comme chargé de mission en Angleterre pour le ministère de l'Agriculture pour l'étude de la fabrication des engrais chimiques.
Il épouse, le 10 décembre 1889, à Paris, Charlotte Marie Jeanne Lhomer, fille de Jean Louis Lhomer, agent de change et maire de Rosny-sur-Seine, et de Marie Hélène Jean, avec laquelle il eut Jacques (1894-1978), polytechnicien, officier d'artillerie et administrateur de sociétés, et Pierre (1901-1964), docteur en Droit, conseiller référendaire à la Cour des comptes et chevalier de la Légion d'honneur.
Il prend la direction de l'usine familiale d'engrais chimiques avec son cousin, Maurice, futur père du couturier Christian Dior, et est élu en 1897 membre du tribunal de commerce de Granville, qu'il préside peu après. Il est président de la Société de courses de Granville.
Entré au conseil municipal de Granville en 1902, il se porte candidat à la succession d'Émile Riotteau comme député d'Avranches et est élu sous l'étiquette « Action démocratique et sociale » le 6 mai 1906, puis réélu le 24 avril 1910, le 26 avril 1914, le 16 novembre 1919. Il a été l'un des vice-présidents de l'Union du commerce et de l'industrie pour la défense sociale vers 1910. Il devient président du Syndicat des fabricants français de superphosphates et siège au Comité consultatif des produits chimiques agricoles. Il fait transférer le siège social des usines Dior à Paris en 1911.

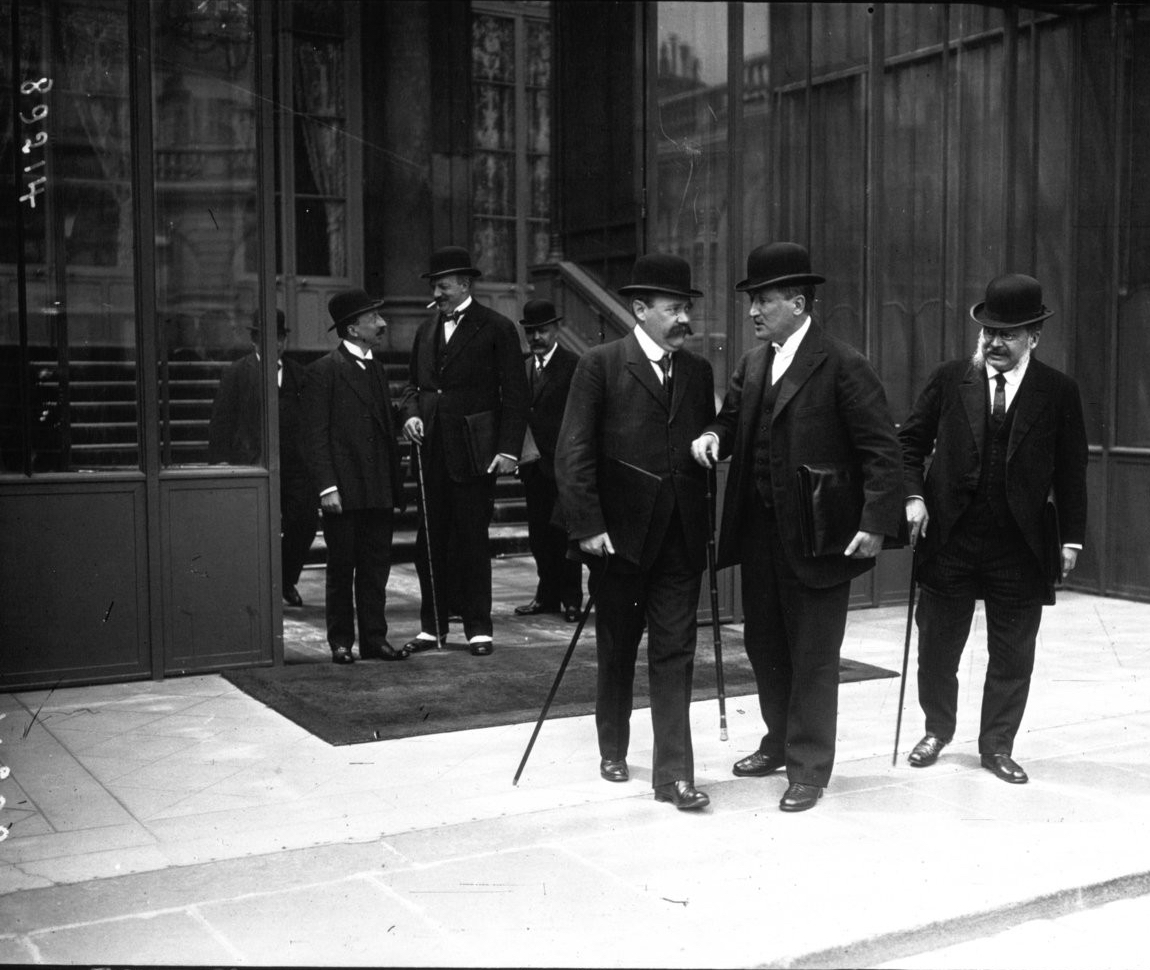
Conseil des ministres à la sortie de l'Élysée en 1921. De gauche à droite : Yves Le Trocquer, Laurent Bonnevay, Lucien Dior, André Maginot, Léon Bérard et Louis Loucheur.

Aristide Briand l'appelle comme ministre du Commerce le 16 janvier 1921. Il est alors membre d'une association patronale protectionniste, l'Association de l'industrie et de l'agriculture françaises, qui se réjouit de cette nomination. Raymond Poincaré le reconduit en ajoutant à son portefeuille l'industrie jusqu'au 29 mars 1924. Il s'attache en particulier à la modification des règles fiscales et pénales, de même qu'à l'importation pétrolière et la production nationale de soie, et accompagne Albert Lebrun dans la création des meilleurs ouvriers de France (MOF). Lors de la foire de Milan, il remet le 12 avril 1923 à Benito Mussolini la Légion d'honneur.
Réélu député de la Manche le 11 mai 1924, 2e sur une liste d'union nationale républicaine, et le 22 avril 1928 pour la circonscription d'Avranches jusqu'au 31 mai 1932, il est également élu conseiller général dans le canton de Granville entre 1925 et 1931.

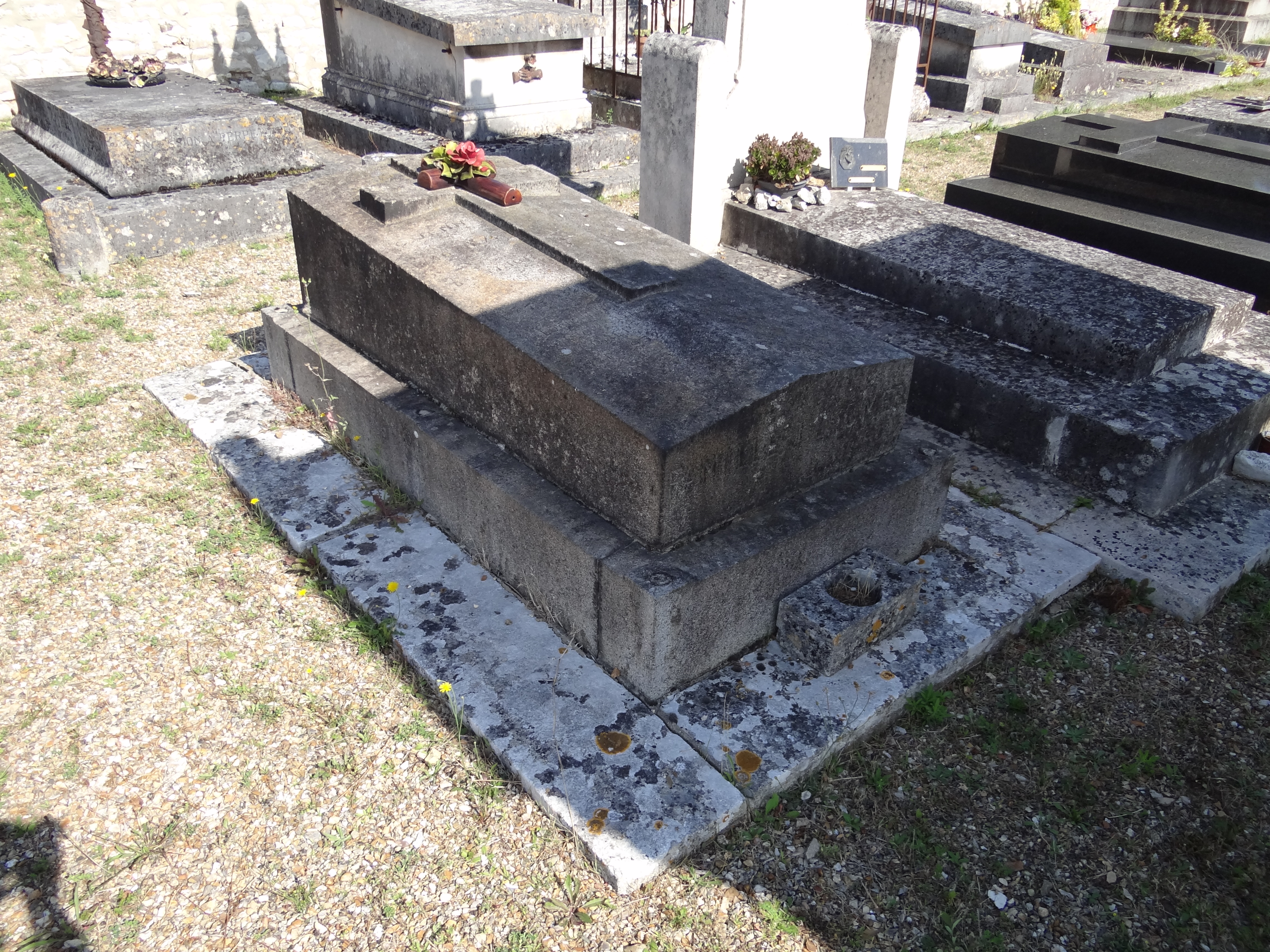
La tombe de Lucien Dior au cimetière de Rosny-sur-Seine (Yvelines).

Fatigué, il ne se représente pas à la députation aux élections de mai 1932 et meurt quelques jours plus tard. Il est inhumé dans la tombe de sa belle-famille Lhomer au cimetière de Rosny-sur-Seine dans les Yvelines.

## Détail des mandats et fonctions
- Conseiller municipal de Granville : 1897-
- Député de la Manche : 1906 - 1931
- Ministre du Commerce et de l'Industrie
- Conseiller général de la Manche (élu dans le canton de Granville) : 1925 - 1932
- Président du conseil général de la Manche

### Sources
- « Lucien Dior », dans Adolphe Robert et Gaston Cougny, Dictionnaire des parlementaires français, Edgar Bourloton, 1889-1891 [détail de l’édition]
- Benoît Yvert (dir.), Dictionnaire des ministres (1789-1989), Paris, Perrin, 1990  (ISBN 978-2-2620-0710-2).
- Les Dior avant Dior. Saga d'une famille granvillaise, Archives départementales de la Manche, 2005.
- Florence Lecellier, La famille Dior, une famille à l'esprit d'entreprise, 2000.
- Henri Jouve, Dictionnaire biographique des notabilités de la Manche, 1894.
- Archives de Paris (V4E 6118),